# 国意考
『国意考』（こくいこう）は、江戸時代の国学者・賀茂真淵の著作。いわゆる「道」の在り方について説いている。

## 概要

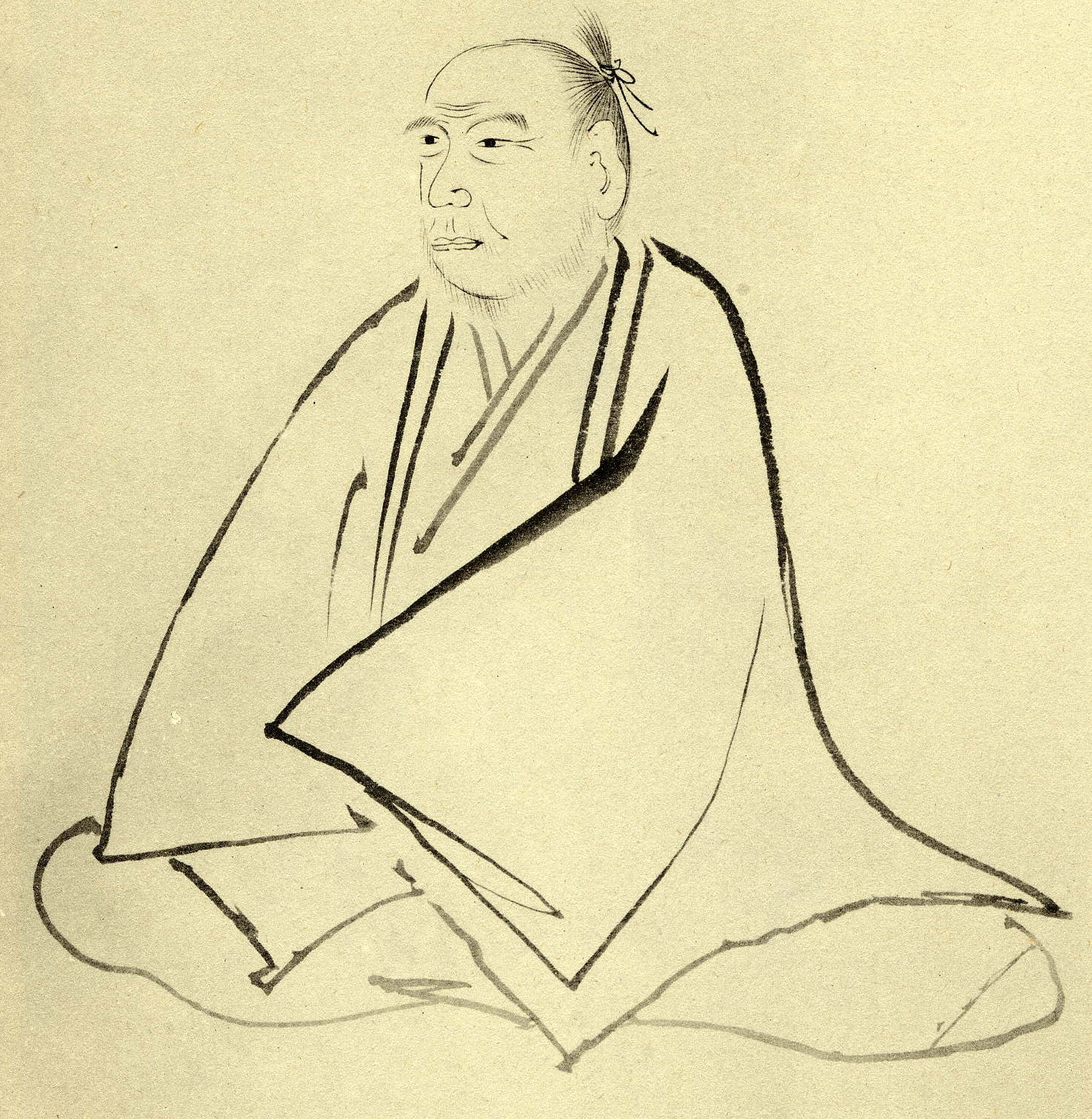
真淵は儒教・仏教などの外来思想を批判し、古代の風俗や歌道の価値を認め、日本固有の精神への復帰を説いた。

真淵の数ある著作のうち、古歌について論じた『歌意考』、古書について論じた『書意考』、古文について論じた『文意考』、古語について論じた『語意考』があり、本書はそれらと共に「五意」と総称される著作の1つである。1759年（宝暦9年）頃に起稿、1765年（明和2年）までには成稿したとされる。
本書は真淵の理想とする古道の根本的思想を説いたものである。荻生徂徠のあとを受けた太宰春台の著『辯道書』にある「日本には、神武天皇から欽明天皇のころまで「道」というものがなく、儒教到来によって「神道」が成立することになった」という神道を貶めるかのような主張を反駁するために書かれた。「道」の大きさに関する重要な要素として歌の効用を強調している。

## 内容
「国学者の責務は古典研究によって神道の純粋さを取り戻すことである」という前提に基づき、「朱子学などを排して日本人本来の生活と精神に戻るべきである」という主張に終始する。真淵は「「道」の究明には、古書から古語を知って古歌・古文によらなくては到達しない」と考えており、そのため『歌意考』『文意考』『語意考』『書意考』など、日本における古典言語の基礎的研究を大成した上で古神道の哲学を組成しようとした。いわば文学的という立場がさらに強調されると同時に、文学的精神と古道的精神が「道」の意識として同一視されているのである。
さらに文の終わりころにある「凡て天が下は小さきことはとてもかくても世々すべらぎの伝わり給ふこそよけれ」とか「すべらきのもとの如くつたわり給ふ国」などの言葉で知られるように、「天皇の存在が、日本にとって自然なこと、よいことである」と主張した。そして、『万葉集』には、和らぎの心があり、古代の素直な心情に帰ることが国家を治める上で肝要であるとの自説を強調して終わっている。

## 反響
真淵は多方面にわたって優秀な門人を輩出しており、その門流は「県居派」や「県門」等と称された。主な者に荒木田久老、加藤千蔭、加藤美樹、楫取魚彦、村田春海、内山真龍などがいるが、「道」の思想は本居宣長によって展開した。
宣長は『古事記伝』の総論に該当する冒頭部に組み込んだ『直毘霊』において、真淵の学説を紹介しながら、「道」について「神代の天津神・国津神に始まり、天照大御神が受け継いで歴代天皇に伝えられた」と主張し、「聖人の道は一見もっともらしいが、実際は偽りの道である」とした。この認識の根底には「漢意」を排斥するという態度がある。
しかし、宣長は真淵よりも激しく「漢意」を排斥したことで、儒家を刺激することになり、その結果として論争の的になった。1781年（天明元年）に古学派の野村公台が『読国意考』を著したのに対し、国学者・海量が『読国意考にこたえるふみ』で反駁し、さらに1806年（文化3年）に同じく国学者・橋本稲彦が『辯読国意考』でこの論争を一応締めくくる。しかし本居宣長はなおも論争を継続させる態度を示し、1830年（文政13年）に沼田順義『国意考辯妄』により、宣長の主張の根源として『国意考』が再度採りあげられ、安政年間に久保季茲の『国意考辯妄贅言』がこれを反駁している。
その後、『国意考』は、太平洋戦争中の日本において、「万世一系の国体」を擁護する思想や「尊皇精神」の源流として理解され、利用されるなどした。

## 注解刊行本
- 『世界大思想全集』第54巻（井箟節三編）、春秋社、1927年
- 平重道・阿部秋生校注『近世神道論・前期國學』岩波書店〈日本思想大系39〉、1972年
- 『賀茂真淵全集』第19巻、続群書類従完成会、1980年
- 神道大系編纂会『神道大系 論説編24：復古神道2 賀茂真淵』（太田善麿校注）1988年